# Liste der Naturschutzgebiete im Landkreis Stendal
Im Landkreis Stendal gibt es zwölf Naturschutzgebiete.
| Name des Gebietes                       | Bild           | Kennung | WDPA   | Landkreis / Stadt                            | Beschreibung / Bemerkungen | Standort | Fläche in Hektar | Datum der Verordnung |
| --------------------------------------- | -------------- | ------- | ------ | -------------------------------------------- | -------------------------- | -------- | ---------------- | -------------------- |
| Aland-Elbe-Niederung                    | weitere Bilder | 388     | 389571 | Landkreis Stendal                            |                            | Position | 6008,79          | 09.06.2009           |
| Alte Elbe zwischen Kannenberg und Berge | weitere Bilder | 45      | 14454  | Landkreis Stendal                            |                            | Position | 174,27           | 05.07.1978           |
| Arneburger Hang                         |                | 9       | 162238 | Landkreis Stendal                            |                            | Position | 7,71             | 30.03.1961           |
| Bucher Brack-Bölsdorfer Haken           | weitere Bilder | 43      | 14452  | Landkreis Jerichower Land, Landkreis Stendal |                            | Position | 1087,67          | 05.07.1978           |
| Elsholzwiesen                           |                | 193     | 318342 | Landkreis Stendal                            |                            | Position | 165,48           | 15.06.2000           |
| Fenn                                    |                | 8       | 163044 | Landkreis Stendal                            |                            | Position | 6,21             | 20.09.1939           |
| Harper Moor                             |                | 273     | 378093 | Altmarkkreis Salzwedel, Landkreis Stendal    |                            | Position | 296,16           | 03.05.2006           |
| Jederitzer Holz                         | weitere Bilder | 5       | 163946 | Landkreis Stendal                            |                            | Position | 310,64           | 30.03.1961           |
| Mahlpfuhler Fenn                        |                | 44      | 14453  | Landkreis Börde, Landkreis Stendal           |                            | Position | 1198,77          | 20.03.2002           |
| Schelldorfer See                        |                | 10      | 14440  | Landkreis Stendal                            |                            | Position | 124,88           | 11.09.1967           |
| Schollener See                          |                | 6       | 14439  | Landkreis Stendal                            |                            | Position | 478,27           | 11.09.1967           |
| Stremel                                 |                | 4       | 14438  | Landkreis Stendal                            |                            | Position | 394,23           | 11.09.1967           |

## Quelle
- Landesverwaltungsamt Sachsen-Anhalt
- Common Database on Designated Areas Datenbank, Version 14